# Hemer

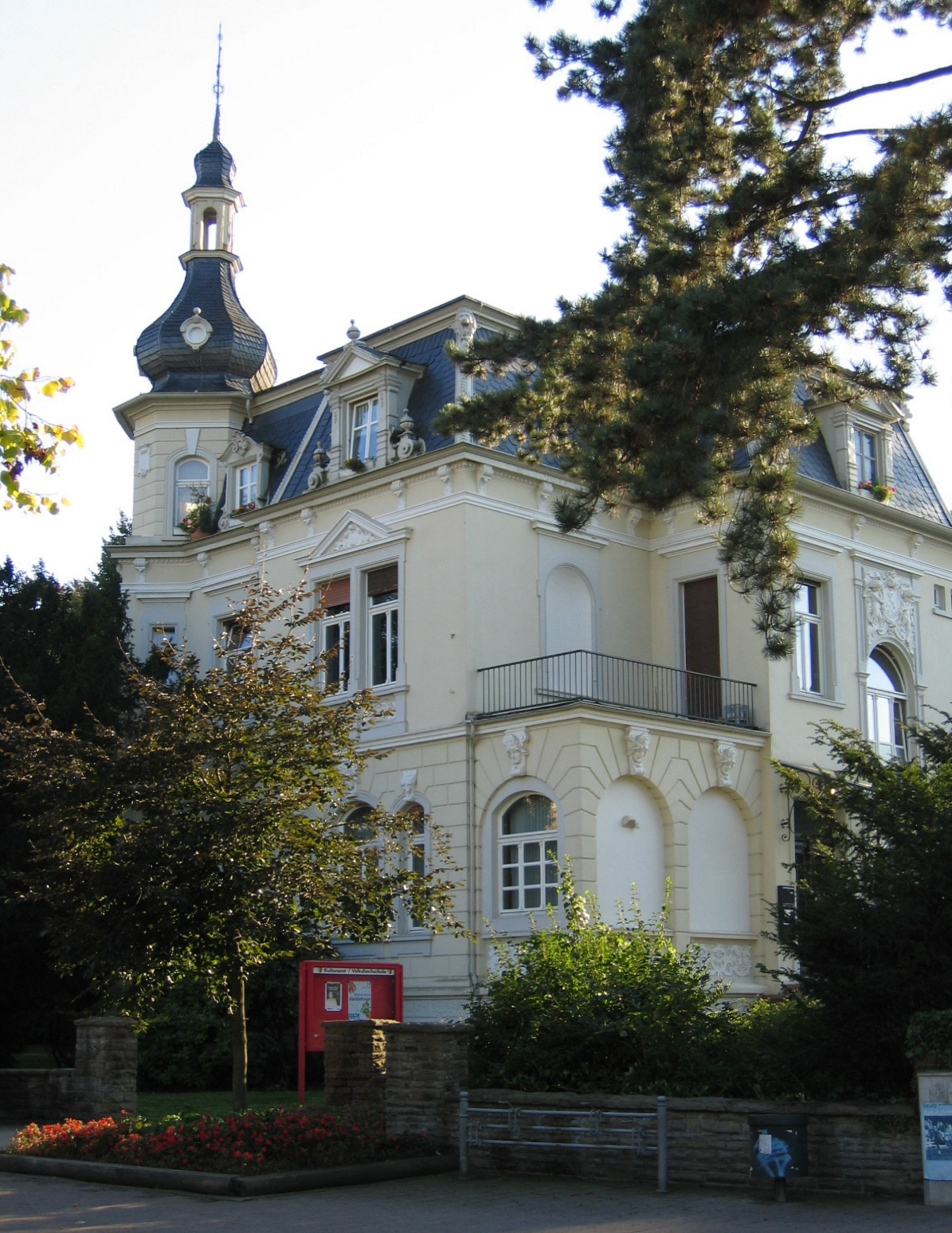
Villa Prinz w Hemer

Hemer – miasto w zachodniej części Niemiec, w kraju związkowym Nadrenia Północna-Westfalia, w rejencji Arnsberg, w powiecie Märkischer Kreis, na południowy wschód od Dortmundu. Liczy 37 735 mieszkańców (2010).

## Współpraca
Miejscowości partnerskie:
- Beuvry, Francja
- Bretten, Niemcy (Badenia-Wirtembergia)
- Coventry, Wielka Brytania
- Doberlug-Kirchhain, Niemcy (Brandenburgia)
- Obervellach, Austria
- Ojai, Stany Zjednoczone
- Steenwerck, Francja
- Szczołkowo, Rosja.